# Long-Range Hypersonic Weapon
Long-Range Hypersonic Weapon (LRHW) (jinak též Dark Eagle) je americká protizemní hypersonická zbraň vyvinutá společností Lockheed Martin. Systém je určen jak pro americkou armádu, tak pro námořnictvo.

## Vývoj

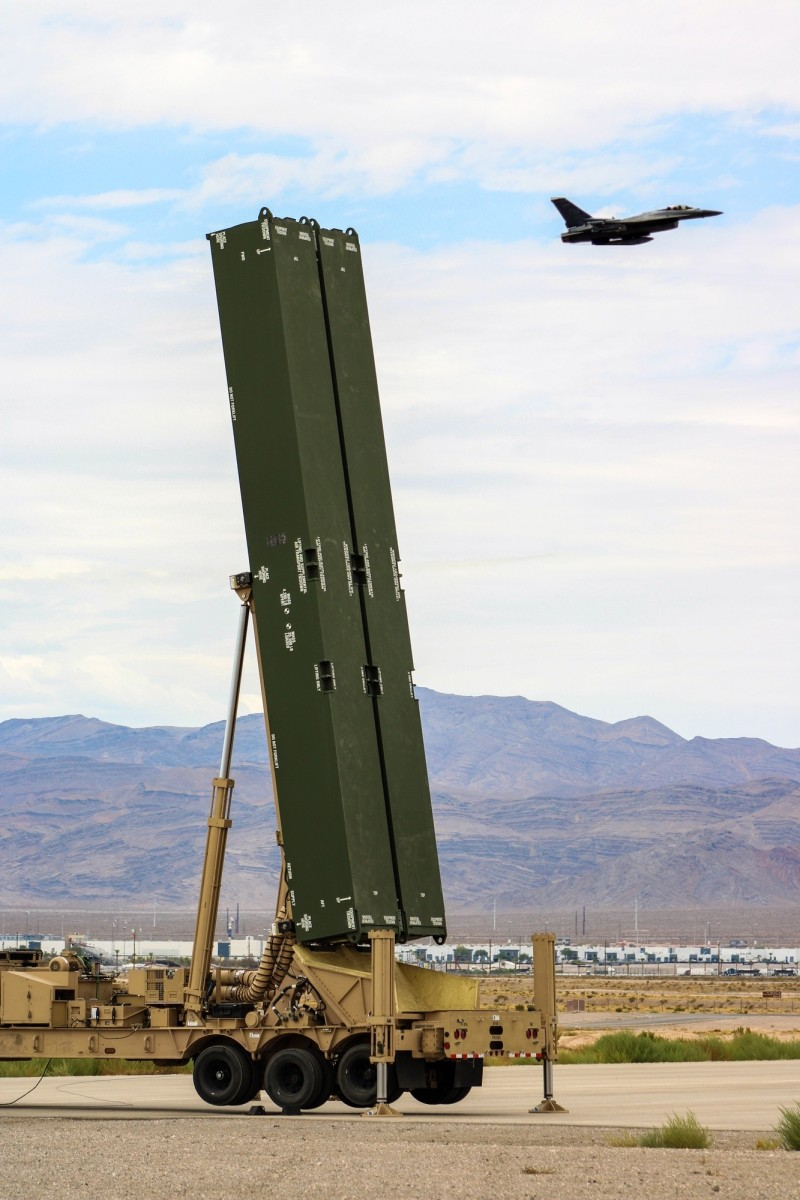
Vypouštěcí kontejner střel LRHW na základně Nellis AFB

Roku 2019 byly zbraně velmi dlouhého dosahu (Long-Range Precision Fires, LRPF) zahrnuty mezi šest klíčových oblastí modernizace americké armády. Hypersonické střely LRHW jsou jejich součástí. Řízením jejich vývoje byla pověřena armádní vývojová kancelář RCCTO (Army Rapid Capabilities and Critical Technologies Office) se zapojením národní laboratoře Sandia, v nichž byly hypersonické zbraně testovány v 70.–80. letech v rámci programu SWERVE (Sandia Winged Energetic Reentry Vehicle Experiment). Zahájení testování systému bylo plánováno na rok 2021 a vznik první operační baterie na rok 2023.
Dne 12. prosince 2024 proběhl test systému LRHW na americké základně vesmírných sil Cape Canaveral Space Force Station na Mysu Canaveral. Byl to druhý úspěšný test plně integrované a připravené střely v roce 2024 a zároveň první střelecký test s využitím řídícího centra baterie a mobilního odpalovacího zařízení.

## Konstrukce
Střelu tvoří dvojstupňová balistická raketa AUR (All-Up Round) na tuhé pohonné látky a bojová hlavice v podobě univerzálního hypersonického kluzáku C-HGB (Common-Hypersonic Glide Body). Raketa kluzáku udělí směr, velkou výšku a vysokou rychlost. Následně kluzák pohračuje v hypersonickém letu po velmi ploché dráze. Pohybuje se v atmosféře a je řízen aerodynamickými plochami. Kluzák C-HGB může být integrován do různých raketových nosičů. Pozemní verze systému má využívat upravený návěs M870, tažený nákladním automobilem Oshkosh M983A4 (8×8) z rodiny HEMTT (Heavy Expanded Mobility Tactical Truck). Baterie systému LRHW se má skládat ze čtyř odpalovacích vozidel a jednoho místa velení a řízení palby. Námořní verze bude vypouštěna z vertikálních sil.

## Uživatelé
Spojené státy americké
- Armáda Spojených států amerických
- Námořnictvo Spojených států amerických – Plánováno na nasazení střel z tří torpédoborců třídy Zumwalt a jaderných útočných ponorek třídy Virginia. Integrace na torpédoborce USS Zumwalt, USS Michael Mansoor a USS Lyndon B. Johnson má být dokončena v letech 2025–2027.[2]